# Župnija Goče
Župnija Goče je rimskokatoliška teritorialna župnija dekanije Vipavska škofije Koper.

## Sakralni objekti
- župnijska cerkev sv. Andreja
- podružnična cerkev sv. Lovrenca
- podružnična cerkev sv. nadangela Mihaela
- podružnična cerkev Marije Snežne
- podružnična cerkev sv. Martina
- Kapela Božjega groba